# هوانغ شو
هوانغ شو (بالصينية: 黄旭) هو لاعب جمباز فني صيني، ولد في 4 فبراير 1979 في نانتونغ في الصين.

## وصلات خارجية
- هوانغ شو على موقع الاتحاد الدولي للجمباز (licence) (الإنجليزية)
- هوانغ شو على موقع الاتحاد الدولي للجمباز (biography) (الإنجليزية)
- هوانغ شو على موقع اللجنة الأولمبية الدولية (الإنجليزية)
- هوانغ شو على موقع أوليمبيديا (الإنجليزية)